# Dichlofenthion
Le dichlofenthion est un pesticide (nématicide) dont l'utilisation n'est plus autorisée en France.

## Réglementation
L’autorisation de mise sur le marché des produits phytopharmaceutiques contenant du dichlofenthion est retirée à compter du 15 juillet 2002,